# 食味検査
食味検査（しょくみけんさ）とは、日本では主に米の食味（成分）についての検査のことを指す。同様な意味で、食味試験（しょくみしけん）という用語も用いられる。
食味検査は、官能検査と理学的検査（分析検査ともいう）の2つに分かれる。

## 官能検査
試験官が実際に試食した際の感覚的な評価に基づいて行う検査。詳しくは、食味官能試験の項目を参照のこと。

## 分析検査
この場合の食味判定は、一般に食味計と呼ばれる測定機器による以下の成分含有量の測定結果に基づく。食味計としては、近赤外線分析機がある。数値化された食味値を用いて、総合的に評価される。たとえば、食味値を100点満点で表示する場合、標準値を60〜65点に設定するという方法を採用する。したがって、標準値より高いほど美味しい米とされる。
検査項目にアミノ酸含有量等、旨味成分に関する分析は含まれない。
- アミロース ‥ 米の粘りに影響する
- タンパク質 ‥ 窒素肥料の多寡にも影響される
- 水分 ‥ 食味を左右する主要素
- 脂肪酸化度 ‥ 古い米ほど酸化が進む